# Sticherus truncatus
Sticherus truncatus là một loài dương xỉ trong họ Gleicheniaceae. Loài này được Willd. Nakai mô tả khoa học đầu tiên năm 1950.